# Bibans
I Bibans o catena montuosa dei Bibans (in berbero ⴱⵉⴱⴰⵏⵙ, Tiggoura, in arabo البيبان‎?) sono una catena montuosa nell'Algeria settentrionale, al confine con la Cabilia meridionale.

## Geografia
Le vette più alte sono Mansoura (جبل منصورة) alta 1862 m e Choukchout (جبل شوكشوط) alta 1832 m. Situati a est dell'Atlante Blideo e a ovest dei Monti Hodna, i Biban sono una sottocatena dell'alto Atlante, parte del sistema montuoso dell'Atlante.
Gli strategici passi montuosi delle Porte di Ferro si trovano nella catena e hanno dato il nome ai Monti Biban. La gola principale è la profonda Bab al-Kabir (Grande Porta), tagliata dall'Ouadi Chebba, attraverso la quale passa la linea ferroviaria tra Algeri e Costantina. La Bab al-Saghir (Piccola Porta) dell'Oadi Buktun si trova a 3,5 km a est.
Alcuni autori sostengono che la catena fosse nota come El Ouennougha prima della colonizzazione francese dell'Algeria. Tradizionalmente queste montagne sono state popolate dal popolo berbero dei Cabili che si trovano al centro e nella parte orientale della catena, mentre l'estremità occidentale ospita comunità arabofone. La gente del posto pratica l'allevamento di capre e l'apicoltura, oltre a coltivare olive per la produzione di olio d'oliva. Antichi frantoi sono stati conservati in alcuni villaggi.

## Principali vette
| Nome                  | Altezza | Note e indicazioni                                                      |
| --------------------- | ------- | ----------------------------------------------------------------------- |
| Djebel Mansoura       | 1862    | A sud della città di Mansoura (Bordj Bou Arreridj).                     |
| Kteuf                 | 1860    | Separa il pianura di Medjana di Hodna.                                  |
| Choukchot             | 1836    | Dalla frontiera sud della wilaya di Bordj Bou Arreridj e di M'Sila.     |
| Djebel Dira           | 1812    | Domina Sour El Ghozlane (Bouira), nota per le sue foreste ed i pascoli. |
| Guergour              | 1800    | Hammam Guergour (Sétif).                                                |
| Megris (Megeres)      | 1736    | A Nord di El Ouricia, Sud-Ovest di Amoucha (Sétif).                     |
| Moutene (Tafertast)   | 1691    | A Nord-Ovest di Medjana (Bordj Bou Arreridj).                           |
| Anini                 | 1540    | A sud della città di Aïn Roua (Sétif).                                  |
| Morissan              | 1540    | A Nord-Est Medjana (Bordj Bou Arreridj).                                |
| Chouf Aissa (Mnaguer) | 1461    | Domina il piano di Sétif.                                               |
| M'zita                | 1457    | A nord delle città di Mansoura (Bordj Bou Arreridj).                    |
| Afrocen               | 1453    | Il punto culminante di Ouennougha.                                      |
| Affroun               | 1464    | A Nord-Est Taguedit (Bouira).                                           |
| Tagdid (Taguedit)     | 1450    | A sud di Taguedit (Bouira).                                             |
| Ketaf                 | 1434    | A ovest di Taguedit (Bouira).                                           |
| Zamoura               | 1380    | Bordj Zemoura (Bordj Bou Arreridj).                                     |
| Anechar               | 1415    | Djaafra (Bordj Bou Arreridj).                                           |
| Djebel Bounda         | 1364    | Ad est della La Kalâa des Beni Abbès (Béjaïa).                          |
| Djebel Bouzid         | 1308    | Ai confini delle wilaya di Bordj Bou Arreridj e Bouira.                 |
| Azrou n Saïd          | 1283    | Ai confini delle wilaya di Bordj Bou Arreridj e Bouira.                 |
| Guela (Kalâa)         | 1200    | La Kalâa des Beni Abbès (Béjaïa).                                       |

## Storia
Il percorso della grande “Porta di Ferro”, che attraversa i passi montuosi dei Bibans, fu ripreso solo a partire dal XVI secolo dagli Ottomani, dato che corrispondeva alla via più breve tra Algeri e il Beylik orientale. Le tribù montane che sorvegliavano questo percorso ricevevano, ogni volta che passavano le colonne ottomane, un dazio, il cui ammontare era fissato in anticipo.
Nell'antichità e nel Medioevo, le vie di comunicazione più frequentate tra l'Algeria centrale e l'Algeria orientale passavano molto più a sud della catena: la principale costeggiava a sud i monti Hodna e Zab e raggiungeva Sour El Ghozlane; un'altra via collegava direttamente Sétif a Sour El Ghozlane lungo i versanti meridionali dei Monti Guergour e della catena dei Bibans.
All'epoca della reggenza di Algeri (XVI-XIX secolo), era nei Bibans che si trovava il centro del regno di Beni Abbas e la Kalaa. I leader di questo regno quasi indipendente, gli Amokrane, o Mokrani, dominano la pianura di Medjana a sud, ma una questione fondamentale per loro è il controllo delle Porte di Ferro che collegano Algeri a Costantina.
Durante la conquista francese dell'Algeria, nell'ottobre del 1839 vi si verificò un episodio cruciale: l'attraversamento delle Porte di Ferro da parte di una colonna francese composta dal duca d'Orléans e dal governatore generale Valée, la prima a raggiungere la terra di congiunzione tra Algeri e Costantina (conquistata nel novembre 1837). Questo passaggio avvenne senza problemi, perché il maresciallo Valée aveva, tramite Ahmed El-Mokrani (riconosciuto bachagha di Medjana dalla Francia) pagato il diritto di passaggio ai montanari per porre fine all'ambizione dell'emiro Abd el-Kader di controllare l’Algeria centrale nella sua interezza. D'ora in poi, le oscure clausole del Trattato di Tafna furono superate e riprese la guerra tra l'emiro e la Francia.

## Aree protette
Il Parco nazionale dell'Atlante sahariano, esteso su 200.000 ettari, è un'area protetta situata nei pressi di Hammam Dhalaa, sul versante sud-orientale della catena montuosa, 15 km a nord di M'Sila. Istituito nel 1992, è un rifugio per circa un centinaio di gazzelle di Cuvier.

## Popolazioni
Le montagne sono abitate da popolazioni arabofone ad ovest e da Cabili di lingua berbera al centro. A est costituisce il limite meridionale della lingua cabila.